# Lomaria keysseri
Lomaria keysseri là một loài dương xỉ trong họ Blechnaceae. Loài này được Alderw mô tả khoa học đầu tiên năm 1917.
Danh pháp khoa học của loài này chưa được làm sáng tỏ. 